# Sarritor knipowitschi
Sarritor knipowitschi is een straalvinnige vissensoort uit de familie van harnasmannen (Agonidae). De wetenschappelijke naam van de soort is voor het eerst geldig gepubliceerd in 1937 door Lindberg & Andriashev.